# Уендъл (футболист)
Вижте пояснителната страница за други личности с името Уендъл.
Уендъл Насименту Боржеш (на португалски: Wendell Nascimento Borges) или просто Уендъл е бразилски футболист на Сао Пауло.